# Marianne du Toit
Marianne du Toit (1970, Sudáfrica) es una aventurera, activista, escritora y fotógrafa sudafricana, célebre por su épico viaje junto a dos caballos criollos realizado desde Argentina hasta Nueva York en un período de veintiúno meses finalizado en 2004. Es la segunda persona de la que se tenga registro en realizar dicho tramo a caballo, habiéndolo completado primero el suizo naturalizado argentino Aimé Tschiffely en poco más de tres años y con un itinerario distinto al de du Toit. Actualmente, reside en Dublín y forma parte de la DSPCA (en: Dublin Society for Prevention of Cruelty to Animals), dedicada a la prevención de la crueldad contra los animales.

## Biografía
Nació en 1970 en Sudáfrica. Tras obtener en 1992 una licenciatura en psicología y otra en ciencias políticas en la Universidad de Stellenbosch, se trasladó a Europa, donde recorrió buena parte del Viejo Continente en bicicleta durante alrededor de tres años antes de decidir trasladarse de manera definitiva en Dublín. 
A pesar de no hablar castellano y de no saber demasiado sobre caballos, pero inspirada por Aimé Tschiffely y con el objetivo de recaudar fondos para la construcción terapéuticos en Irlanda, decidió trasladarse a Argentina en 2002, donde adquirió dos caballos criollos, a los que bautizó «Mise» y «Tusa», palabras que se traducen a la lengua cervantina como «Yo» y «Tú» en irlandés. Pasados seis meses desde su partida de Buenos Aires hacia Nueva York, Tusa enfermó de anemia y fue sacrificado. Luego de ello, Marianne consideró abandonar su recorrido y, tras otras dificultades menores, llegó finalmente a Nueva York el 17 de marzo de 2004, donde se unió al desfile del día de San Patricio.
Actualmente reside junto a su esposo y sus tres hijos en Dublín.